# سيموني زازا
سيموني زازا, (بالإيطالية: Simone Zaza)‏، (وُلِد في 25 يونيو، 1991 بِبلدية بوليكورو، مقاطعة ماتيرا، بازيليكاتا، جنوب إيطاليا). هُوّ لَاعِب كُرة قدَم إيطالي. يلعب حالياً كَمُهَاجِم لِصالح تورينو في الدوري الإيطالي.
وقد سبق له اللعب في عدة نوادٍ مِثل يوفنتوس أتالانتا وسامبدوريا و ساسولوونادي أسكولي.

## وصلات خارجية
- سيموني زازا على موقع الاتحاد الأوربي (الإنجليزية)
- سيموني زازا على موقع قاعدة بيانات كرة القدم.إي يو (الإنجليزية)
- سيموني زازا على موقع ليكيب (الفرنسية)
- سيموني زازا على موقع ناشيونال فوتبول تيمز (الإنجليزية)
- سيموني زازا على موقع Soccerbase.com (لاعب) (الإنجليزية)
- سيموني زازا على موقع Soccerway.com (الإنجليزية)
- سيموني زازا على موقع عالم كرة القدم.نت (الإنجليزية)
- سيموني زازا على موقع AS.com (الإسبانية)
- السيرة المِهَنية للاعب سيموني زازا.